# ラジオ・スーパーロボット魂
ラジオ・スーパーロボット魂(ラジオ・スーパーロボットスピリッツ)は、1998年から1999年にかけて文化放送で放送されていたラジオ番組。

## 番組概要
同名のライブイベント「スーパーロボット魂」に関する情報の他、リスナーからの葉書紹介、アコースティックによるアニメソングの生ライブコーナー、番組内ラジオドラマなどで構成されていた。

## パーソナリティ
- 水木一郎
- 影山ヒロノブ
- 鈴木真仁

## スタッフ
- ディレクター：おたっきぃ佐々木、山崎敦
- 構成：伊福部崇

## 番組テーマ曲
「炎のように～ラジオ・スーパーロボット魂の歌～」
作詞 - おたっきぃ佐々木 / 作曲 - 渡辺宙明 / 編曲 - 佐橋俊彦 / 歌 - 水木一郎、影山ヒロノブ、鈴木真仁

## 番組内ラジオドラマ
マジンカイザー
ドラマ部分をまとめたものが単独でCD化されている。CD化に際してのタイトルは「マジンカイザー傳」。内容詳細は「マジンカイザー」の項を参照。
ボイスラッガーごっこ
本編に先駆けて放送された。内容詳細は「ボイスラッガー」の項を参照。

## CD
通常放送と同じ構成で新たに収録された番組CDが、ファーストスマイル・エンターテイメントから計三作発売されている。
- 水木一郎・影山ヒロノブ・鈴木真仁のラジオ・スーパーロボット魂vol.1〜恐怖!真仁改造計画の巻〜
- 水木一郎・影山ヒロノブ・鈴木真仁のラジオ・スーパーロボット魂vol.2〜奇蹟!よみがえる不死鳥ヤマカゲの巻〜
- 水木一郎・影山ヒロノブ・鈴木真仁のラジオ・スーパーロボット魂vol.3〜最強!炎の水木王(キング)降臨の巻〜

関連CD（いずれも、販売元：ファーストスマイル・エンターテイメント）
- マジンカイザー傳 vol.1
- マジンカイザー傳 vol.2
- ボイスラッガー外伝Vol.1

## その他
パーソナリティを務めた事がきっかけで、ライブ「スーパーロボット魂'98“春の陣”」に鈴木真仁、おたっきぃ佐々木が出演。ロボットアニメではないが、鈴木主演のアニメ『赤ずきんチャチャ』の曲などを披露した。